# Bataille de Barrosa
Guerre d'indépendance espagnole
Batailles
- Cadix
- Fuengirola
- Baza
- Barrosa
- Zújar
- Bornos (1er)
- Tarifa
- Bornos (2e)

La bataille de Barrosa, également connu sous le nom de bataille de Chiclana, se déroule le 5 mars 1811 près de Cadix, dans le Sud de l'Espagne, dans le cadre de la guerre d'indépendance espagnole. Elle oppose les troupes françaises du maréchal Claude-Victor Perrin à un corps expéditionnaire anglo-espagnol commandé par les généraux Thomas Graham et Manuel la Peña. Tactiquement favorable aux Alliés, l'affrontement se solde néanmoins par un statu quo stratégique.
Au début de l'année 1810, le 1er corps d'armée français du maréchal Victor envahit l'Andalousie et assiège Cadix. Ravitaillée par la mer, la place résiste de longs mois aux forces impériales qui, affaiblies par d'importantes ponctions d'effectifs en janvier 1811, se retrouvent en difficulté. Profitant d'une situation qui leur est favorable, les Anglo-Espagnols débarquent un contingent expéditionnaire à Tarifa, au sud de Cadix, afin de prendre à revers les lignes françaises. Informé de cette manœuvre, Victor redéploye néanmoins son dispositif afin de tendre un piège à ses adversaires. Il dépêche une de ses divisions sur la route de Cadix afin d'arrêter la marche des Alliés, tandis que lui-même avec le reste du 1er corps tombe à l'improviste sur l'arrière-garde anglo-portugaise dirigée par le général Graham.
Soutenant un combat acharné sur deux fronts, les Britanniques réussissent à mettre en déroute les colonnes françaises, mais l'absence presque totale de soutien de la part des Espagnols empêche de transformer cette victoire en triomphe. Les Français parviennent en effet à se regrouper et à réoccuper leurs lignes de siège, de sorte que la victoire de Graham n'a qu'un impact limité sur la poursuite de la guerre. Les positions françaises demeurent inchangées jusqu'à l'année suivante, date à laquelle Victor lève définitivement le siège le 24 août 1812. 

## Contexte
Au printemps 1811, les troupes de Napoléon Ier occupent l'Espagne. La ville de Cadix, défendue par 25 000 hommes (20 000 Espagnols et 5 000 Britanniques) est assiégée par 25 000 Français commandés par le maréchal Victor. Un peu au nord, la ville de Badajoz est assiégée par les Français après la bataille de Gebora, le 19 février 1811, au cours de laquelle un petit contingent de troupes françaises et polonaises dirigé par Soult disperse une armée espagnole composée de deux divisions et fait 5 000 prisonniers. Soult considère que la prise de Badajoz, sur la frontière hispano-portugaise, « est indispensable à la bonne marche des opérations » ; cependant, en dépit du succès français à Gebora, la citadelle tient toujours. À ce moment, Soult apprend qu'un corps anglo-espagnol vient de débarquer à la pointe de Tarifa afin de débloquer Cadix. Le maréchal donne alors l'ordre d'attaquer les remparts de Badajoz qui capitule le 10 mars.    
Ainsi que Soult en a été informé, une force composite anglo-espagnole a quitté Cadix par la mer pour tenter de lever le siège de cette ville et, débarquant à Algésiras à 100 km au sud de Cadix, se prépare à attaquer par l'arrière les assiégeants français. Cette force est composée d'environ 15 000 Espagnols, sous le commandement du général espagnol Manuel la Peña, et de 5 000 Britanniques commandés par le lieutenant-général Thomas Graham.
Suivant les dispositions prises par leur commandant, le maréchal Victor, les Français ont pris position à un endroit maintenant connu sous le nom de Pinar de los franceces, une zone marécageuse d'environ 15 km à l'est de la plage de Barrosa, à Chiclana de la Frontera, où la route vers Cadix et San Fernando passe entre un marécage et une forêt de pins. Cette situation empêche toute attaque sur les forces françaises mais elle laisse près de la côte une route qui mène directement à Cadix. Les troupes espagnoles, exténuées par une longue marche, arrivent sur la colline de Barrosa le 2 mars où la Peña décide de regagner au plus vite Cadix par la route côtière sans se mesurer aux positions françaises.

## Déroulement de la bataille

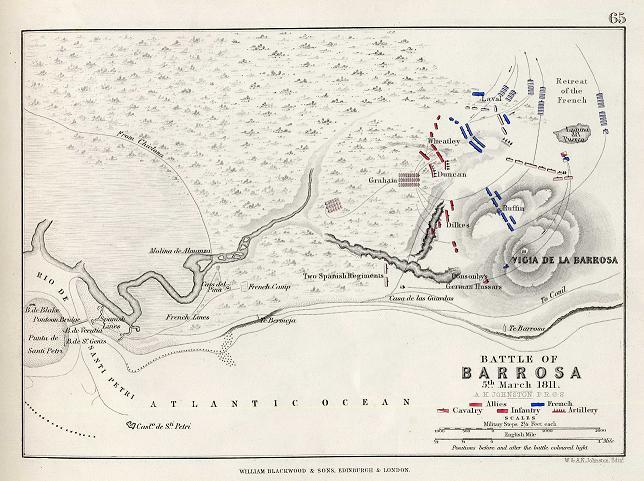
Carte de la bataille.

Le maréchal Victor place une de ses divisions, commandée par le général Eugène-Casimir Villatte, pour barrer la route aux soldats espagnols mais cette division est prise en tenaille par des forces venues de Cadix. Victor fait ensuite attaquer la colline par une autre de ses divisions, la 1re, sous les ordres du général François Amable Ruffin. Les forces françaises partent à l'assaut de la colline et le contingent anglais — 470 hommes — doit battre en retraite. Quand les troupes françaises s'installent sur les hauteurs, le général Graham fait faire demi-tour au reste de ses troupes afin d'attaquer la colline. L'infanterie britannique avance en ligne tandis que les Français descendent de leur position en colonnes pour les attaquer. Après un duel de mousqueterie à bout portant, les deux divisions françaises rompent les rangs et reculent vers Chiclana. Dans la mêlée, les Britanniques capturent l'aigle d'un régiment.
Le général Graham propose à son homologue la Peña de poursuivre les Français en déroute, ce que celui-ci refuse. Rentrant à Cadix, il contraint les forces anglaises à le suivre.

## Conséquences
D'un point de vue tactique et en termes de pertes infligées à l'ennemi, la bataille est une victoire des troupes britanniques. Elles ont déjà marché sur une distance considérable durant le jour et la nuit précédente et combattent les Français pratiquement deux fois plus nombreux. D'un point de vue stratégique, cette bataille n'a aucun effet puisque, après l'affrontement, les forces espagnoles reprennent leur marche vers Cadix sans tenter d'attaquer les lignes de siège françaises.

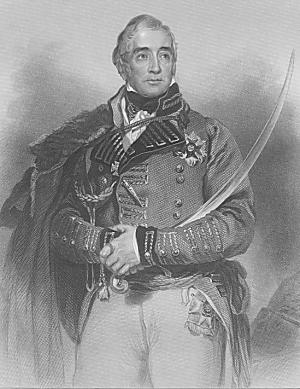
Portrait de Thomas Graham, provenant du frontispice de sa biographie par Alexandre M. Delavoye publiée en 1880.

Dans cette bataille, un certain Keogh du 87e régiment d'infanterie tente d'arracher l'aigle du 8e de ligne français. Keogh est tué dans sa tentative, mais le sergent Patrick Materson (ou Matersman, les documents sont contradictoires) finit par s'assurer de l'aigle en criant « par Dieu, les gars, j'ai eu le coucou ! ». Il reçoit plus tard pour cet exploit une « promotion sur le champ de bataille » et est élevé au grade de capitaine. L'ironie de l'histoire est que cette aigle a reçu une couronne de lauriers dorée de la main de Napoléon lui-même, en signe de distinction du 8e de ligne pour avoir forcé ce même 87e régiment britannique à battre en retraite avec de lourdes pertes à la bataille de Talavera.

## Sources
- (en) Cet article est partiellement ou en totalité issu de l’article de Wikipédia en anglais intitulé « Battle of Barrossa » (voir la liste des auteurs).